# Класифікація метеоритів
Класифікація метеоритів — систематика знайдених на Землі метеоритів за мінералогічним складом та будовою.

## Традиційна класифікація
Метеорити часто поділяють на три великі групи, залежно від домінівного складу:
- Мінерального матеріалу (кам'яні метеорити);
  - хондрити (група метеоритів, що зазнали лише незначних змін від моменту формування їхнього материнського тіла, характеризуються наявністю хондр);
  - ахондрити (група метеоритів, що мають складне походження, яке включає відділення від планети або астероїда).

- Металічного матеріалу (залізні метеорити, або сидерити (від дав.-гр. σίδηρος — залізо)
  - До залізних метеоритів зазвичай відносили об'єкти, що мають подібну внутрішню структуру (октаедрити, гексаедрити і атаксити), але нині ці терміни використовують суто в описових цілях, а метеорити поділяють за хімічним складом.

- Мішаного матеріалу (залізно-кам'яні метеорити).
  - палласити (які, своєю чергою поділяються на кілька груп);
  - мезосидерити.

Ці категорії використовували принаймні від початку XIX століття, але вони не мають особливої генетичної значущості; це просто традиційний та зручний спосіб групування зразків. Так, одна з груп хондритів містить понад 50 % металевої фази за об'ємом, і такі метеорити називали залізно-кам'яними доти, доки не було виявлено їх спорідненість із хондритами. Деякі залізні метеорити містять багато силікатних вкраплень, але їх рідко описують як залізно-кам'яні. Проте ці три категорії найширше використовують для класифікації метеоритів.
Класифікація за ієрархією:

### Кам'яні метеорити
Хондрити
- Клас вуглецевих хондритів
  - Група хондритів CI
  - Клан хондритів CM-CO
    - Група хондритів CM
    - Група хондритів CO

  - Клан хондритів CV-CK
    - Група хондритів CV
      - Підгрупа хондритів CV-oxA
      - Підгрупа хондритів CV-oxB
      - Підгрупа хондритів CV-red

    - Група хондритів CK

  - Клан хондритів CR
    - Група хондритів CR
    - Група хондритів CH chondrite
    - Група хондритів CB
      - Підгрупа хондритів CBa
      - Підгрупа хондритів CBb
- Клас звичайних хондритів:
  - Група хондритів H
  - Група хондритів L
  - Група хондритів LL
- Клас хондритів-енстатитів
  - Група хондритів EH
  - Група хондритів EL
- Групи інших хондритів, не з основних класів
  - Група хондритів R
  - Група хондритів K

Ахондрити
- Примітивні ахондрити
  - Клан акапулькоїтів-лодранітів
    - Група акапулькоїтів
    - Група лодранітів

  - Група бракінитів
  - Група вінонаїтів
  - Група уреїлітів
- Клан метеоритів HED (можливо, з астероїда Веста)
  - Група говардитів
  - Група евкритів
  - Группа діогенітів
- Група місячних метеоритів
- Метеорити SNC
  - Шерготити
  - Накліти
  - Шассіньїти
  - Інші метеорити SNC
- Група ангритів[en]
- Група аубритів (енстатитні ахондрити)

### Залізно-кам'яні метеорити
Палласити
- Основна група палласитів
- «Орлині» палласити
- Палласити- піроксени

Група мезосидеритів

### Залізні метеорити
Магматичні залізні метеорити
- Група залізних метеоритів IC
- Група залізних метеоритів IIAB
- Група залізних метеоритів IIC
- Група залізних метеоритів IID
- Група залізних метеоритів IIF
- Група залізних метеоритів IIG
- Група залізних метеоритів IIIAB
- Група залізних метеоритів IIIE
- Група залізних метеоритів IIIF
- Група залізних метеоритів IVA
- Група залізних метеоритів IVB

Група немагматичних або примітивних метеоритів
- Комплекс або клан залізних метеоритів IAB (раніше — групи IAB і IIICD)[1]
  - Основна група IAB
  - Група Удеї
  - Група Pitts
  - Підгрупа sLL (мало Au, мало Ni)
  - Підгрупа sLM (мало Au, середньо Ni)
  - Підгрупа sLH (мало Au, багато Ni)
  - Підгрупа sHL (багато Au, мало Ni)
  - Підгрупа sHH (багато Au, багато Ni)
- Група залізних метеоритів IIE

## Класифікація за Вайсбергом, Маккоєм і Кротом
Класифікація метеоритів за Вайсбергом, Маккоєм і Кротом: